# (96189) Пигмалион
(96189) Пигмалион (др.-греч. Πυγμαλίων) — околоземный астероид из группы Амура (II), который был открыт 6 июля 1991 года бельгийским астрономом Анри Дебеонем в обсерватории Ла-Силья и назван в честь персонажа древнегреческой мифологии скульптора Пигмалиона.

Орбита астероида Пигмалион и его положение в Солнечной системе